# ダルムシュタット＝ディーブルク郡
ダルムシュタット＝ディーブルク郡 (ドイツ語: Landkreis Darmstadt-Dieburg) はヘッセン州ダルムシュタット行政管区に属す郡。隣接する郡は、北がオッフェンバッハ郡、東がバイエルン州のアシャッフェンブルク郡とミルテンベルク郡、南がオーデンヴァルト郡とベルクシュトラーセ郡、西がグロース＝ゲーラウ郡である。また、郡独立市のダルムシュタットが郡西部に北から突き出す形で入り込んでいる。
郡行政の中心地はダルムシュタットのクラニヒシュタイン区にある。さらにディーブルク、グロース＝ウムシュタット、プフングシュタットに支局がある。

## 地理
ダルムシュタット＝ディーブルク郡は、オーデンヴァルトの北西突出部の縁に位置する。その地勢は一様ではない。郡西部のヴァイターシュタット、グリースハイム、プフングシュタットはヘシシェ・リートに属す。南西部のゼーハイムやアルスバッハ周辺は、オーバーライン地溝帯とオーデンヴァルトの境界領域であるベルクシュトラーセに位置し、郡南部はそのオーデンヴァルトに属している。ダルムシュタットやメッセル周辺は深い森に覆われた人口の少ない高原性の土地である。ディーブルクやウムシュタットといった北東部は、やはり高原性の土地であるが、大変に肥沃な土地であり、多くの小川やゲルシュプレンツ川が流れる。そして南部は次第にオーデンヴァルトに入り込んでゆく。「小ベルクシュトラーセ」沿いのグロース＝ウムシュタットは、実際のベルクシュトラーセと同様に起伏に富んだ地形である。

## 歴史
現在のダルムシュタット＝ディーブルク郡の郡域は早くから入植が行われた地域である。石器時代や鉄器時代の痕跡が多くの場所で見られる。フィッシュバッハタールの環状壁は、ケルト時代の入植を証明するものである可能性がある。ローマ人は1世紀の終わり頃にこの地域を占領した。125年頃に現在のヘッセン州南部地域に、ディーブルクを主邑とする行政区画Civitas Auderiensiumが設けられた。郡域の西部は入植がまばらなままであったが、東部のディーブルクやウムシュタットの周辺地域では計画的に植民地化がなされた。
ローマ人が退いた後、まずはアレマン人、次いで506年からフランク人がこの郡の領域を支配した。「ハイム」で終わる地名はいずれもフランク人が築いた集落である。
その後、この地域は様々な支配下に置かれた。西部ではカッツェンエルンボーゲン伯が、ダルムシュタット、グロース＝ゲーラウ、ツヴィンゲンベルク、オーバー＝ラムシュタットといった街を造り、ラインハイムを都市に昇格させた。郡西部のヴァイターシュタットやグリースハイムはこの伯の支配下に入った。伯はダルムシュタットとグロース＝ゲーラウに居城を設け、プフングシュタットとゼーハイムにそれぞれ独立した地方行政官庁を置いた。1476年にカッツェンエルンボーゲン伯領はヘッセン領に移された。郡東部の歴史は、かなり複雑である。いくつかの集落を併せた程度の小領主とそれよりもやや大きな領主があったが、いずれも現在の町村レベルの領土を獲得するに至らなかった。それらが採った道は地元豪族の管理下に糾合するか（たとえばエッパーツハウゼン）、より大きな伯や諸侯に従属するか、のいずれかであった。グロース＝ゲーラウは、ライン宮中伯とハーナウ伯の力を頼り、バーベンハウゼンは全域がハーナウ伯に従った。ディーブルクはマインツ選帝侯の支配下に入り、これによりマインツ選帝侯はラインヘッセン地方の領土とウンターフランケンの所領の間を結びつけることに成功した。宗教改革によって、ほぼ全域がプロテスタントに改宗されたが、ディーブルク、ミュンスター、エッパーツハウゼンはカトリックの飛び地として残された。
1803年の帝国代表者会議主要決議後、全域がヘッセン=ダルムシュタット方伯、後のヘッセン大公領となった。ここにダルムシュタット、ラインハイム、ディーブルクのアムト（地方行政管区）が設けられ、ダルムシュタットの西側部分は時代によってはアムト・グロース＝ゲーラウの管轄下に置かれたこともあった。その後プロヴィンツ・シュタルケンブルクの下位にダルムシュタット郡とディーブルク郡が設けられた。
1938年にダルムシュタットが郡独立市となり、郡から分離された。しかし分離後の新しいダルムシュタット郡の郡庁はダルムシュタット市に残された。ディーブルクは、新しいディーブルク郡の郡庁都市であったが、いくつかの機関はグロース＝ウムシュタットに移された。1977年1月1日に、ヘッセン州の郡域再編の一環として両郡が合併し、ダルムシュタット＝ディーブルク郡が成立した。この際、いくつかの集落が他の郡に分離された。フレンキシュ＝クルムバッハがオーデンヴァルト郡に、オーバー＝ローデンとウアバーラハ（現在はどちらもレーデマルクの市区）およびニーダー＝ローデン（現在はローダウ市の市区）がオッフェンバッハ郡に編入された。行政機能の所在地は、郡独立市のダルムシュタットに置かれることとなり、ディーブルクには支所が置かれた。2004年末にすべての郡行政機能がダルムシュタットのクラニヒシュタイン区に移された。

## 行政

### 郡議会
| 政党                             | 得票率 | 議席数 |
| -------------------------------- | ------ | ------ |
| SPD                              | 32.2   | 23     |
| CDU                              | 25.6   | 18     |
| GRÜNE                            | 18.8   | 13     |
| FDP                              | 6.0    | 4      |
| AfD                              | 6.0    | 4      |
| DIE LINKE.                       | 3.4    | 3      |
| Unabhängige Wählergemeinschaften | 2.6    | 2      |
| FREIE WÄHLER                     | 2.6    | 2      |
| Klimaliste                       | 1.7    | 1      |
| Die PARTEI                       | 1.2    | 1      |
| DKP                              | 0.5    | 0      |
| 合計                             | 100.0  | 71     |
| 投票率                           | 53.46  | 53.46  |

### 郡長

#### ディーブルク郡
- 1977年 - 1985年: フランツ＝ヘルマン・カッペス (CDU)
- 1985年 - 1997年: ハンス＝ヨアヒム・クライン (SPD)
- 1997年 - 2009年: アルフレート・ヤコウベク (SPD)
- 2009年 - : クラウス・ペーター・シェルハース (SPD)

アルフレート・ヤコウベク (SPD) は、1997年3月2日に55.6%の票を獲得して当選した。また、2003年4月27日の選挙で62.0%の票を得て再選されている。2008年9月9日、アルフレート・ヤコウベクは次回の2009年4月26日の選挙には立候補しないことを表明した。2009年4月26日にクラウス・ペーター・シェルハース (SPD) は、54.4 % の票を獲得して郡長に選出された。彼は2009年10月1日に郡長に就任した。

### 紋章
図柄: 金地と青地に上下二分割。上部は青い爪と舌を出した獅子。前足に赤い6本スポークの輪を持っている。下部は23個の星が描かれている。
獅子はカッツェンエルンボーゲン伯の紋章の意匠であり、輪はマインツの輪、23個の星はこの郡に属す23の市町村を示している。市町村を表す星は旧ダルムシュタット郡の紋章にも使われていたデザインで、それには41個の星が描かれていた。この紋章は1978年6月16日にヘッセン州内務省の認可を得た。

## 経済と社会資本

### 経済
ハイテク先進地域のダルムシュタット＝ディーブルク郡は、23市町村、人口約29万人で、フランクフルト＝ライン＝マイン＝ネッカー大都市圏の主要部分をなしている。

### 交通
郡域西部を連邦アウトバーンA5号線（ハイデルベルク - フランクフルト・アム・マイン）とA67号線（マンハイム - ダルムシュタット）が通っている。さらに、B3号線、B26号線、B38号線、B45号線、B426号線と多くの連邦道が郡域内を走っている。
ダルムシュタット＝ディーブルク郡の公共近距離交通の計画と組織化は、ダルムシュタット＝ディーブルガー近距離交通機構 (DADINA) が担っている。

### 文化と教育
80以上の学校、プレスクールを含むインターナショナル・スクール、さらには隣接する地区にある職業専門学校、総合大学、単科大学、専門単科大学などが、平均以上の教育機会を提供している。
ユネスコ世界遺産に登録されているメッセル採掘場を含むベルクシュトラーセ＝オーデンヴァルト自然公園の変化に富んだリクレーションは、この地域に高い質の生活を与え、土地の魅力を確かなものにしている。

## 見所
- グロース＝ウムシュタットの旧市街
- ニーダー＝ベーアバッハのフランケンシュタイン城
- リヒテンベルク城（フィッシュバッハタール）
- ハイリゲンベルク城（ゼーハイム＝ユーゲンハイム）
- ディーブルクの旧市街、博物館、城館、公園
- プフングシュタット市庁舎
- バーベンハウゼンの城と旧市街
- オッツベルク要塞

この郡は、亜熱帯から熱帯の植物や動物の化石が豊富なメッセル採掘場（1995年からユネスコ世界遺産に登録されている）で知られている。

## 市町村
| 市 - バーベンハウゼン (Babenhausen 17,579) - ディーブルク (Dieburg 15,723) - グリースハイム (Griesheim 28,210) - グロース＝ビーベラウ (Groß-Bieberau 4,762) - グロース＝ウムシュタット (Groß-Umstadt 21,018) - オーバー＝ラムシュタット (Ober-Ramstadt 15,313) - プフングシュタット (Pfungstadt 25,299) - ラインハイム (Reinheim 16,729) - ヴァイターシュタット (Weiterstadt 26,291) | 町村 - アルスバッハ＝ヘーンライン (Alsbach-Hähnlein 9,208) - ビッケンバッハ (Bickenbach 6,220) - エッパーツハウゼン (Eppertshausen 6,405) - エルツハウゼン (Erzhausen 8,147) - フィッシュバッハタール (Fischbachtal 2,785) - グロース＝ツィンメルン (Groß-Zimmern 14,859) - メッセル (Messel 4,263) - モーダウタール (Modautal 5,114) - ミュールタール (Mühltal 13,866) - ミュンスター (Münster 14,518) - オッツベルク (Otzberg 6,502) - ロスドルフ (Roßdorf 13,025) - シャーフハイム (Schaafheim 9,306) - ゼーハイム＝ユーゲンハイム (Seeheim-Jugenheim 16,685) かっこ内の単位のない数値は、2023年12月31日現在の人口である。 |

## 引用
1. 1 2  Hessisches Statistisches Landesamt: Bevölkerung in Hessen am 31.12.2023 (Landkreise, kreisfreie Städte und Gemeinden, Einwohnerzahlen auf Grundlage des Zensus 2011)]
2. ↑  “Kreistagswahl - Landkreis Darmstadt-Dieburg 14.03.2021”. 2021年7月7日閲覧。
3. ↑  http://recht.ladadi.de/Darmstadt-Dieburg.14+M5a26e04a934.0.html